# Cayeux-en-Santerre
Cayeux-en-Santerre é uma comuna francesa na região administrativa de Altos da França, no departamento de Somme. Estende-se por uma área de 5,44 km². Em 2010 a comuna tinha 122 habitantes (densidade: 22,4 hab./km²).